# Lijst van voetbalinterlands Faeröer - Griekenland
Deze lijst van voetbalinterlands is een overzicht van alle officiële voetbalwedstrijden tussen de nationale teams van Faeröer en Griekenland. De landen speelden tot op heden vier keer tegen elkaar, te beginnen met een kwalificatiewedstrijd voor het Europees kampioenschap voetbal 1996 op 7 september 1994 in Toftir. Het laatste duel, een kwalificatiewedstrijd voor het Europees kampioenschap voetbal 2016, werd gespeeld in Tórshavn op 13 juni 2015.

## Wedstrijden
| № | Plaats    | Datum            | Competitie           | Wedstrijd             | Uitslag |
| - | --------- | ---------------- | -------------------- | --------------------- | ------- |
| 1 | Toftir    | 7 september 1994 | EK 1996 kwalificatie | Faeröer – Griekenland | 1 – 5   |
| 2 | Heraklion | 15 november 1995 | EK 1996 kwalificatie | Griekenland – Faeröer | 5 – 0   |
| 3 | Piraeus   | 14 november 2014 | EK 2016 kwalificatie | Griekenland – Faeröer | 0 – 1   |
| 4 | Tórshavn  | 13 juni 2015     | EK 2016 kwalificatie | Faeröer − Griekenland | 2 − 1   |

## Samenvatting
| Competitie      | Totaal gespeeld | Winst Faeröer | Gelijk | Winst Griekenland | Doelsaldo Faeröer – Griekenland |
| --------------- | --------------- | ------------- | ------ | ----------------- | ------------------------------- |
| EK-kwalificatie | 4               | 2             | 0      | 2                 | 4 − 11                          |
| Totaal          | 4               | 2             | 0      | 2                 | 4 − 11                          |

Wedstrijden bepaald door strafschoppen worden, in lijn met de FIFA, als een gelijkspel gerekend.

## Details

### Eerste ontmoeting
| EK 1996 kwalificatie (Toftir, Faeröer, 7 september 1994): |       | |
| Faeröer                                                   | 1 – 5 | Griekenland |
| Stratos Apostolakis 90' (e.d.)                            | goals | 12' Dimitris Saravakos 17' Giotis Tsalouhidis 55' Alekos Alexandris 61' Alekos Alexandris 86' Giotis Tsalouhidis |

### Tweede ontmoeting
| EK 1996 kwalificatie (Heraklion, Griekenland, 15 november 1995):                                |       |         |
| Griekenland                                                                                     | 5 – 0 | Faeröer |
| Giorgos Donis 58' Demis Nikolaidis 62' Nikos Machlas 66' Giorgos Donis 75' Vasilis Tsiartas 80' | goals |         |

### Derde ontmoeting
| EK 2016 kwalificatie (scheidsrechter Nicola Rizzoli, Piraeus, Griekenland, 14 november 2014): |              | |
| Griekenland | 0 – 1        | Faeröer |
| | goals        | 61' Jóan Símun Edmundsson |
| Claudio Ranieri | bondscoach   | Lars Olsen |
| Orestis Karnezis Nikolaos Karabelas 78' Vasilis Torosidis Vaggelis Moras Kostas Manolas Lazaros Hristodoulopoulos Panagiotis Kone Giannis Maniatis Andreas Samaris Fanis Gekas 46' Nikolaos Karelis 62'                 | opstellingen | Gunnar Nielsen Atli Gregersen Viljormur Davidsen Jónas Þór Næs Sonni Nattestad Fróði Benjaminsen Sølvi Vatnhamar Hallur Hansson 88' Brandur Olsen 76' Christian Holst 86' Jóan Símun Edmundsson |
| Stefanos Athanasiadis 46' Haris Mavrias 62' Petros Mantalos 78' | wissels      | 76' Pól Jóhannus Justinussen 86' Odmar Færø 88' Klæmint Olsen |
| Kostas Manolas 88' | gele kaarten | 33' Brandur Olsen 49' Hallur Hansson 57' Atli Gregersen |
| - Debuut van Nikolaos Karabelas (Levante UD) voor Griekenland. - Laatste wedstrijd onder leiding van de Griekse bondscoach Claudio Ranieri, die op basis van deze nederlaag werd ontslagen door de Griekse voetbalbond. |              | |

### Vierde ontmoeting
| EK 2016 kwalificatie (scheidsrechter Tom Harald Hagen, Tórshavn, 13 juni 2015): |              | |
| Faeröer | 2 – 1        | Griekenland |
| Hallur Hansson 32' Brandur Olsen 70' | goals        | 84' Sokratis Papastathopoulos |
| Lars Olsen | bondscoach   | Sergio Markarián |
| Gunnar Nielsen Atli Gregersen Bardur Hansen Sonni Nattestad Fróði Benjaminsen Sølvi Vatnhamar Hallur Hansson Brandur Olsen Christian Holst 74' Gilli Sørensen 13' Jóan Símun Edmundsson 90+2'                    | opstellingen | Orestis Karnezis Vasilis Torosidis Sokratis Papastathopoulos Kostas Manolas Kostas Stafylidis 46' Lazaros Hristodoulopoulos 71' Ioannis Fetfatzidis Andreas Samaris Kostas Mitroglou Nikolaos Karelis 81' Panagiotis Kone |
| Jóhan Davidsen 13' Odmar Færø 74' René Joensen 90+2' | wissels      | 46' Sotiris Ninis 71' Dimitris Kolovos 81' Taxiarchis Fountas |
| Fróði Benjaminsen 27' Bardur Hansen 55' Atli Gregersen 76' Brandur Olsen 84' | gele kaarten | 57' Vasilis Torosidis 90' Nikolaos Karelis |
| - Debuut van Bardur Hansen (GÍ Víkingur) voor de Faeröer. - Debuut van Taxiarchis Fountas (Panionios GAS) voor Griekenland. - Eerste interland van Griekenland onder leiding van de Uruguayaan Sergio Markarián. |              | |

FSF · A-internationals · Statistieken · Bondscoaches · Faeröers vrouwenelftal · Faeröer U21 · Faeröer U20 · Faeröer U19 · Faeröer U18 · Faeröer U17 · Faeröer U16
1980 – 1989 ·
1990 – 1999 ·
2000 – 2009 ·
2010 – 2019 ·
2020 – 2029
1988 · 
1989 · 
1990 ·
1991 · 
1992 · 
1993 · 
1994 · 
1995 · 
1996 · 
1997 · 
1998 · 
1999 · 
2000 · 
2001 · 
2002 · 
2003 · 
2004 · 
2005 · 
2006 · 
2007 · 
2008 · 
2009 · 
2010 · 
2011 · 
2012 · 
2013 · 
2014 · 
2015 · 
2016 ·
2017 ·
2018 ·
2019 ·
2020 ·
2021 ·
2022 ·
2023 ·
2024
Albanië ·
Andorra ·
Armenië ·
Azerbeidzjan ·
België ·
Bosnië en Herzegovina ·
Canada ·
Cyprus ·
Denemarken ·
Duitsland ·
Estland ·
Finland ·
Frankrijk ·
Georgië ·
Gibraltar ·
Griekenland ·
Hongarije ·
Ierland ·
IJsland ·
Israël ·
Italië ·
Joegoslavië ·
Kazachstan ·
Kosovo ·
Letland · 
Liechtenstein ·
Litouwen ·
Luxemburg ·
Malta ·
Moldavië ·
Nederland ·
Noord-Ierland ·
Noord-Macedonië ·
Noorwegen ·
Oekraïne ·
Oostenrijk ·
Polen ·
Portugal ·
Roemenië ·
Rusland ·
San Marino ·
Schotland ·
Servië ·
Servië en Montenegro · 
Slovenië ·
Slowakije ·
Spanje ·
Thailand ·
Tsjechië ·
Tsjecho-Slowakije ·
Turkije ·
Wales ·
Zweden ·
Zwitserland
EPO · A-internationals · Bondscoaches · Selecties · Grieks vrouwenelftal · Olympisch elftal · Griekenland U21 · Griekenland U20 · Griekenland U19 · Griekenland U18 · Griekenland U17 · Griekenland U16
1920 – 1929 ·
1930 – 1939 ·
1940 – 1949 ·
1950 – 1959 ·
1960 – 1969 ·
1970 – 1979 ·
1980 – 1989 ·
1990 – 1999 ·
2000 – 2009 ·
2010 – 2019 ·
2020 − 2029
EK 1980 · 
EK 2004 · 
EK 2008 · 
EK 2012
WK 1994 · 
WK 2010 · 
WK 2014
OS 1920 · 
OS 1952 · 
OS 2004
1920 · 
1921–1928 · 
1929 · 
1930 · 
1931 · 
1932 · 
1933 · 
1934 · 
1935 · 
1936 · 
1937 · 
1938 · 
1939–1947 · 
1948 · 
1949 · 
1950 · 
1952 · 
1952 · 
1953 · 
1954 · 
1955 · 
1956 · 
1957 · 
1958 · 
1959 · 
1960 · 
1961 · 
1962 · 
1963 · 
1964 · 
1965 · 
1966 · 
1967 · 
1968 · 
1969 · 
1970 · 
1971 · 
1972 · 
1973 · 
1974 · 
1975 · 
1976 · 
1977 · 
1978 · 
1979 · 
1980 · 
1981 · 
1982 · 
1983 · 
1984 · 
1985 · 
1986 · 
1987 · 
1988 · 
1989 · 
1990 · 
1991 ·
1992 · 
1993 · 
1994 · 
1995 · 
1996 · 
1997 · 
1998 · 
1999 · 
2000 · 
2001 · 
2002 · 
2003 · 
2004 · 
2005 · 
2006 · 
2007 · 
2008 · 
2009 · 
2010 · 
2011 · 
2012 · 
2013 · 
2014 · 
2015 · 
2016 · 
2017 · 
2018 ·
2019 ·
2020 ·
2021 ·
2022 ·
2023
Albanië ·
Argentinië ·
Armenië ·
Australië ·
België ·
Bolivia ·
Bosnië en Herzegovina ·
Brazilië ·
Bulgarije ·
Canada ·
Chili ·
Colombia ·
Costa Rica ·
Cyprus ·
Denemarken ·
DDR · 
Duitsland ·
Ecuador · 
Egypte ·
El Salvador ·
Engeland ·
Estland ·
Ethiopië ·
Faeröer ·
Finland ·
Frankrijk ·
Georgië ·
Ghana ·
Gibraltar ·
Honduras ·
Hongarije ·
Ierland ·
IJsland ·
Israël ·
Italië ·
Ivoorkust ·
Japan ·
Joegoslavië ·
Kameroen ·
Kazachstan ·
Kosovo ·
Kroatië ·
Letland ·
Libië ·
Liechtenstein ·
Litouwen ·
Luxemburg ·
Malta ·
Marokko ·
Mexico ·
Moldavië ·
Montenegro ·
Nederland ·
Nieuw-Zeeland ·
Nigeria ·
Noord-Ierland ·
Noord-Korea · 
Noorwegen ·
Oekraïne ·
Oostenrijk ·
Palestina ·
Paraguay · 
Polen ·
Portugal ·
Qatar ·
Roemenië ·
Rusland ·
San Marino ·
Saoedi-Arabië · 
Schotland ·
Senegal · 
Servië · 
Slovenië ·
Slowakije ·
Sovjet-Unie ·
Spanje ·
Syrië ·
Tsjechië ·
Tsjecho-Slowakije ·
Turkije ·
Verenigde Staten ·
Wales ·
Wit-Rusland · 
Zuid-Korea ·
Zweden ·
Zwitserland
Colombia (2014) · 
Costa Rica (2014) · 
Duitsland (2012) · 
Ivoorkust (2014) · 
Japan (2014) ·
Polen (2012) ·
Portugal (2004, 2) · 
Rusland (2008) ·
Rusland (2012) ·
Spanje (2008) ·
Tsjechië (2012) ·
Zuid-Korea (2010) ·
Zweden (2008)